# Tehnologija stare Grčke
Tehnologija stare Grčke je u toku čitave antike bila potpuno odvojena od starogrčke znanosti i filozofije. Stotine malih novih tehnologija i tehničkih poboljšanja se pojavilo tijekom 1200 godina antike, poput nožnog kola dodanog lončarskom kolu, ali se u cjelini tehnološki temelj proizvodnje nije promijenio tijekom cijelog razdoblja. U nekim se granama tehnologije, poput rudarstva, pojavio industrijski stil proizvodnje, a postala je uobičajena i trgovina na velike udaljenosti. No većina proizvodnje je ostala zasnovana na obrtništvu i lokalna, a obrtnici, tradicionalno skloni skrivanju svog umijeća, su nastojali monopolizirati svoje vještine, ne oslanjajući se na pisanu riječ, znanost ili filozofiju prirode.

## Mišljenje antičkih filozofa i historičara o tehnici
U drevnim civilizacijama Istoka znanje je bilo usmjereno na praktične ciljeve i svrhe. S druge strane, u grčkoj je filozofiji ono odvojeno od društvenih ili gospodarskih ciljeva. Takav intelektualni pothvat čistog istraživanja ne nalazimo niti kod jedne od drevnih civilizacija kojima je osnova gospodarstva bilo poljodjelstvo i navodnjavanje. Premda općenito vrijedi da su antički autori zainteresirani prije svega za razumijevanje prirode, a ne i za ovladavanje prirodom, ipak valja imati na umu razlike između različitih vrsta istraživača prirode. Mnogi su upućivali na korisnost znanja i na njegove praktične primjene. Ipak, prevladavajuće mišljenje među onima koji su se bavili istraživanjem prirode bio je život u čistom istraživanju i stoga ne iznenađuje da su stari Grci često propuštali razmotriti može li se teorijsko znanje praktično primijeniti. Baconov stav, da je cilj znanosti praktična korist, stran je antičkom svijetu.
Sami antički autori stalno ističu da je istraživanje prirode samo sebi nagrada. Znanje je vrijedno samo po sebi. Govore o radosti i prednostima učenog života. Platon i Aristotel se slažu da je da je traganje za znanjem samo sebi cilj, te da je filozofija bitna za pravu sreću, što slijedi iz njihova poimanja ljudske duše: razum razlikuje čovjeka od životinje i uporaba tog sredstva je odlučujuća za pravu sreću, a istraživanje prirode otkriva ljepotu i sklad svemira. 
Ipak, ne dijele svi takav stav. Mnogi su obični ljudi cijenili praktična umijeća: brodogradnju, rudarstvo, poljoprivredu, pomorstvo. Platon je svjestan da iako on sam zastupa učenost zbog nje same, za mnoge je obične ljude važnija praktična korist od istraživanja. Stoga se često kao opravdanje izučavanja primjerice astronomije, geometrije i aritmetike, navode i praktične primjene i koristi. Mnogi su antički autori pisali tekstove o poljodjelstvu, arhitekturi, mehanici (mehaničkim napravama), ratovanju i rudarstvu.

## Postignuća starogrčke tehnologije
Od 6 glavnih jednostavnih strojeva poznatih u antičkom svijetu, četiri su – poluga, koloturnik (čini se da je neka vrsta koloturnika rabljena u Asiriji, drevnoj Mezopotamiji, oko 1500. pr. Kr.), klin i vitao (vitlo, čekrk, ručna naprava za namatanje bunarskog užeta ili lanca, naprava koja se sastoji od kola i vretena, a služi za podizanje tereta) – do kraja 4. st. pr. Kr. već dugo bila u uporabi. No peti – vijak – je, koliko znamo, novina koja se javlja u 3. st. pr. Kr. Tijekom antike tehnologija se dalje razvijala. Napredak je postignut u vojnoj tehnici, ali i u poljodjelstvu i u tehnikama obrade hrane (npr. mlinovi). Tijekom tog razdoblja su izumljene sljedeće važne mehaničke naprave: Arhimedov vijak i tijesak s vijkom, Arhimedov koloturnik i dizalice, zupčani prijenos (a možda i diferencijal), crpka ili sisaljka (Ksetibije), vodenice i vodeničko kolo, katapult, naprave za razonodu, modeli neba (Mehanizam iz Antikitere), radilica i drugo.

### Pismo i literatura
Između 1000. i 800. pr. Kr., stari Grci su preuzeli pismo od Feničana, uveli u njega samoglasnike i usavršili ga. Taj se grčki alfabet širi tijekom 8. stoljeća pr. Kr. Između ostaloga, on omogućuje pojednostavljenje, standardizaciju i objavljivanje zakona, što se pokazalo važnim za politički razvoj. Širenju toga pisma pomogao je izum pergamenta, jednog od tri najvažnija materijala za pisanje. Pergament je dobio ime po grčkom Pergamu, u kojem je usavršen namakanjem u vapnu. Radi se o osušenoj, ostruganoj i napetoj koži koze, ovce ili goveda, mekšoj i trajnijoj od egipatskog papirusa.

### Arhimedov vijak
Arhimedov vijak je naprava koja se često tijekom povijesti upotrebljavala za premještanje vode u kanale za navodnjavanje. To je jedan od izuma koji se pripisuje grčkom misliocu Arhimedu iz 3. st. pr. Kr., iako postoji i druga teorija po kojoj su za ovaj izum zaslužni stanovnici Babilona prije Arhimeda, a postoji i pretpostavka da su se čuveni Semiramidini viseći vrtovi natapali uz pomoć ovog tipa sisaljke. Osim toga, Arhimedov vijak je jedna od prvih poznatih sisaljki koje se spominju.

### Tijesak s vijkom
Tijesak s vijkom se koristio za dobivanje ulja ili vina, a sastojao se od poluge ili grede koja je izravno pritiskana. Ta je naprava najprije izmijenjena pomoću različitih mehanizama, poput konopca koji prelazi preko valjka, ili vijka, da bi se pojačao pritisak na kraj poluge. Tada dolazi na red tijesak s vijkom u pravom smislu, u kojem se ne pritiska neizravno na kraj grede, već izravno na vrh samog tijeska pomoću vijka ili para vijaka. Potanki prikaz tijeska s dva vijka je dao Heron (O mehanici), koji je koristio vijak u mnogim svojim napravama i koji je prvi opisao napravu za narezivanje vijaka.

### Arhimedov koloturnik
Arhimedov ili obični koloturnik se sastoji od nekoliko pomičnih i nekoliko nepomičnih kolotura koje su smještene u dva kućišta. Gornje kućište je učvršćeno, a donje je pomično. Preko kolotura prolazi uže, pa na jednom kraju djeluje sila F, dok je drugi kraj pričvršćen na gornje nepomično kućište. Donje se kućište giba zajedno s teretom. Ako je n broj svih kolotura, broj nosećih užeta je isto n. Budući da svako uže nosi dio tereta G/n, to je za dizanje tereta potrebna sila ne uzevši u obzir trenje:
{\displaystyle F_{\rm {}}={\frac {G}{n}}}

### Katapult
Jedno od glavnih područja u kojem je tehnološki napredak postignut putem primjene mehaničnih načela je ratovanje, gdje tekstove nadopunjuju materijalni ostatci antičkih oružja. Arhimed, koji je umro 212. pr. Kr. tijekom obrane rodnog grada Sirakuze od Rimljana, je postao legendaran po svom tehničkom umijeću konstrukcije ratnih strojeva i pripisuju mu se mnoge ratne sprave (parabolična zrcala za paljenje brodova, Arhimedova kandža...), ali nema valjanih dokaza da su uistinu bile izrađene i korištene. Počevši od izmjena običnoga luka, bila su smišljana sve djelotvornija oružja, napose ona temeljena na torziji ili uvijanju (snaga spleta zasukanih konopaca). Rekonstrukcije nekih od antičkih oružja omogućile su mu da procijeni granice njihove učinkovitosti. Zaključilo se da je krajnji učinkoviti doseg katapulta bio oko 350 metara. Napredak je bio relativno brz tijekom nekih 150 godina od početka 4. stoljeća, a poboljšanja se opažaju sve do 1. stoljeća.

### Crpka ili sisaljka
Među napravama za podizanje vode koje opisuje Vitruvije, nalazimo jednu koju on pripisuje Ktesibiju Aleksandrijskom: ona je poznata kao vatrogasni stroj, prema činjenici da ju Heron opisuje kao sifon korišten u požarima. To je dvostruka crpka ili sisaljka koja uključuje sustav ventila, cilindara i klipova. Bez obzira na to je li ta naprava ikad uistinu korištena za gašenje požara, arheološki nalazi potvrđuju korištenje ventila i klipova u običnim crpkama za vodu u antici.

### Vodeni sat
Vitruvije također kaže da je Ktesibije Aleksandrijski bio jedan od prvih koji su istraživali načela konstruiranja vodenih satova. Pripisuje mu neke vodene satove i različite naprave pomoću kojih se duljina sata mogla prilagoditi prema godišnjem dobu (u antici sat nije bio apsolutna jedinica vremena, već podjela razdoblja sijanja Sunca). Vodeni satovi su u antici bili standardno sredstvo mjerenja vremena. U Ateni su pronađeni ostatci gradskog sata napravljenog oko 350. pr. Kr. U Ktesibijevom satu je istjecanje vode, precizno upravljano ventilima, pokretalo svakovrsne automate, pa su u njima zvonila zvonca, gibale se lutke i cvrkutale ptice.

### Heronova kugla
Heronova kugla ili eolipile se smatra prvim parnim strojem u povijesti, koju je konstruirao Heron iz Aleksandrije, u 1. stoljeću. Heron je grijao šuplju kuglu s vodom, dok voda nije proključala. Para je izlazila kroz dvije cijevi, savinute u suprotnim smjerovima i tako je uzrokovala okretanje kugle. Suvremena rekonstrukcija dala je 1500 okretaja u minuti, ali je pokazala i probleme, napose na spoju parovoda i kugle: labavi spoj propušta puno pare, a tijesni spoj daje veliko trenje. Procjena je da iskoristivost energije takva stroja iznosi oko 1%.

### Vodenice
Stari Grci su izmislili dvije osnovne stvari za vodenicu: vodeničko kolo i zupčasti prijenosnik. Prvi dokazi o vodeničkom kolu pogonjenim vodom potječu iz 3. stoljeća pr. Kr., u mjestu Perahora u Grčkoj. Prvi koji je opisao rad vodenica bio je Filon iz Bizanta (280. – 220. pr. Kr.).

### Prva pruga Diolkos
Najslavnija je antička pruga bila Diolkos, koja se pružala od 6 do 8.5 kilometara preko Korintske prevlake u Grčkoj. Vjerojatno ju je izgradio korintski tiranin Periander početkom 6. st. pr. Kr., a ostala je u radu sve do 1. stoljeća. To je bila pruga popločana vapnenačkim blokovima u koje su bile urezane dvije paralelne brazde razmaknute 1.5 metara i namijenjene vođenju kotača vozila za prijevoz. Po toj su pruzi posade i robovi na velikim kolskim platformama gurali malene ratne brodove i prazne trgovačke brodove. 1961. iskopani su i ostaci mehaničkog uređaja za podizanje brodova na platforme. 

### Heronova vjetrenjača
Najraniji poznati slučaj korištenja energije vjetra za pokretanje stroja putem rotora je Heronova vjetrenjača koja je pokretala orgulje, iz 1. stoljeća, no nema nikakvih dokaza da je u antici vjetrenjača korištena u bilo koju drugu svrhu.